# 智慧
智慧（ちえ）とは、一切の現象や、現象の背後にある道理を見きわめる心作用を意味する仏教用語。原語とその訳語の用いられ方を考慮すると、代表的な用例は下記の3つがあるという。
1. 「智慧」が梵: prajñāの訳語である場合[1]。この場合の智慧は、 prajñā の音写語である般若と同等の意味合いで用いられる[1]。六波羅蜜および三学の一つ[1]。般若を参照。
2. 智がジュニャーナ（梵: jñāna）の訳語として用いられ、慧が梵: prajñāの訳語として用いられる場合[1]。この場合は、智が慧と区別されて用いられる[1]。本記事で詳述。
3. 対応する原語が意識されず、漢訳語として独自の意味をもつ場合[1]。本記事で詳述。

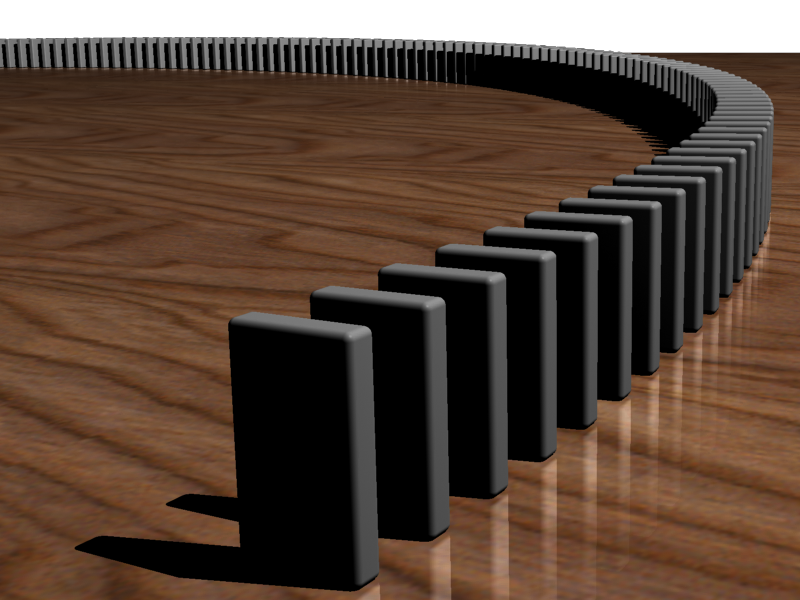
ドミノ倒し。仏教では「AによってBが生ずる」と因果性を説く（縁起）

## 智が慧と区別される場合の智慧
上記2の意味の智慧は、慧（梵: prajñā）と区別して智（ジュニャーナ, 梵: jñāna）を用いる場合であり、部派仏教以降に顕著な用例であるという。
説一切有部では慧は心作用（心所）の一つに位置づけられた。智は心作用としては慧に含められ、悟りに導く心的能力として智が慧の中心的な意味を担うとされた。
大乗仏教では、般若経および同経に説かれた六波羅蜜の徳目の中で特に慧（般若）が重んじられた。他方、十地経の十地説と対応する十波羅蜜の体系では智が最高位に置かれた。慧に対する智の重視は瑜伽行派の実践論に顕著であるという。大乗仏教では三智も説かれた。密教では、真如に相当する清浄法界を大日如来の法身とし、これに法界体性智の名を与え、また五智・五仏の説を唱えた。
中国仏教と日本仏教においては、智は世俗諦を知り分けるもの、慧は第一義諦（真諦）を悟るものとも意味付けられた。

## 独自の意味をもつ漢訳語としての智慧
上記3の意味の智慧は、『岩波 仏教辞典』第二版によれば、上記1（般若と同等の意味）および上記2（智が慧と区別される場合の智慧）が示す様々な意味合いが「智慧」の一語に込められて広い意味で用いられているものであるという。その多くは、世俗的な賢しらな識別ではなく世事を離れた叡智や、世事を見通す叡智を指しているという。